# Јегау
Јегау (њем. Jeggau) општина је у њемачкој савезној држави Саксонија-Анхалт. Једно је од 40 општинских средишта округа Алтмарк Салцведел. Према процјени из 2010. у општини је живјело 231 становника. Посједује регионалну шифру (AGS) 15081205.

## Географски и демографски подаци
Јегау се налази у савезној држави Саксонија-Анхалт у округу Алтмарк Салцведел. Општина се налази на надморској висини од 62 метра. Површина општине износи 12,3 km². У самом мјесту је, према процјени из 2010. године, живјело 231 становника. Просјечна густина становништва износи 19 становника/km².